# Watchman Nee
Watchman Nee of Ni Tuosheng (Chinees: 倪柝声, Hanyu pinyin: Ní Tuòshēng) (Shantou, 4 november 1903 - Xuancheng, 31 mei 1972) was een Chinees prediker die vanwege zijn geloof twintig jaar gevangen heeft gezeten, en ook in gevangenschap stierf. Volgens de traditie noemden zijn ouders hem Shu-tsu (spreek uit als Sjoe-tsoe), hetgeen betekent: hij die de traditie van voorouderverering voortzet. Hij werd geboren in de Oost-Guangdongse emigrantenstreek Chaoshan waar een vorm van Minnanyu wordt gesproken.
De theologische invloed van Watchman Nee (Engels voor Nee To-Sheng - in het Nederlands Wachter), die veel verder reikt dan zijn eigen kring, is zeer groot, niet alleen binnen zijn vaderland China, maar ook ver daarbuiten. In 1925 veranderde hij zijn naam Shu-tsu in To-sheng (Watchman), omdat hij zichzelf zag als iemand die midden in de nacht (de geestelijke duisternis in deze tijd) de mensen wakker riep om ze duidelijk te maken dat de wederkomst van Christus nabij is. Watchman Nee is in theologisch opzicht zowel bij de Vergadering van gelovigen (waar hij regelmatig sprak) alsook bij de evangelische gemeenten in te delen. Hoewel hij in tongentaal geloofde, legde hij er minder nadruk op (in zijn boek Gods werk - Nederlandstalig - noemde hij tongentaal een gave voor geestelijke baby's - hoofdstuk 4, pagina 26 en 27). Hij wordt soms wel de Chinese Calvijn genoemd, maar wat de voorbestemming betreft, verwierp hij de leer van de dubbele predestinatie. De Schrift leert volgens hem nergens dat sommigen onveranderlijk zijn voorbestemd tot eeuwige verlorenheid.

## Eerste gedeelte levensloop
Toen 'Watchman' ongeveer zes jaar was, keerde het gezin Nee terug naar hun oorspronkelijke woonplaats Fuzhou. Zijn grootvader Nga Oe-tsjeng (de familienaam van de Nee's is Nga in het Mindongyu - het dialect van Fuzhou) uit Fuzhou, geboren in 1840, was congregationeel predikant van de Amerikaanse zendingscommissie in Fuzhou. Hij stierf in 1890. Zijn vader was Ni Weng-Sioe (W.S. Ni) of Ngaoe-Sioe uit Fuzhou, geboren in 1877, en de vierde van negen jongens. Hij was officier in de keizerlijke douanedienst. Hij stierf in Hongkong in 1941. Zijn moeder was Lin Gwo Ping (Peace Lin) uit Fuzhou, geboren in 1880. Zij stierf in Swatow in 1950.
Op zeventienjarige leeftijd (1920), toen hij nog student was, werd er in zijn geboortedorp een evangelisatiecampagne gehouden waarbij evangeliste Dora Yu de toehoorders opriep de Here Jezus Christus te aanvaarden als Heer en Verlosser. Ook 'Watchman' hoorde die oproep, en hij ging erop in. Vanaf die dag gaf hij zichzelf volkomen over aan zijn Heer in de verkondiging van het Evangelie in China.
Zijn ontwikkeling is sterk beïnvloed door Jessie Penn-Lewis, Robert Govett, G.H. Pember, John Nelson Darby en anderen. Hij was ook bekend bij de Keswickbeweging. Mede gezien zijn positieve waardering van de Broeders (Vergadering) wordt Watchman Nee gezien als behorend tot de Vergadering van gelovigen. Maar ook daar nam hij geen blad voor de mond. Eens stond hij op en zei tegen de verzamelde Vergadering: 'U hebt wel veel licht en waarheid, maar al die kennis baat u niets als u geen boze geesten kunt uitwerpen.'
In christelijke kringen raakte hij bekend als prediker en door de wijze waarop hij de Bijbel wist uit te leggen. Vandaag de dag zijn veel boeken van hem in de Engelse taal gepubliceerd, waarvan de belangrijkste inmiddels in het Nederlands vertaald zijn. Zelf schreef hij alleen De geestelijke mens, een autobiografische uiteenzetting van de geestelijke wandel van de christen, dat in de periode 1927-1928 verscheen. Hij schreef ook regelmatig artikelen voor zijn eigen magazine, The Christian. Veel in het Chinees geschreven aantekeningen die tijdens zijn spreekbeurten zijn gemaakt, zijn in het Engels vertaald en uitgegeven door Stephen Kaung, directeur en oprichter van Christian Fellowship Publishers in New York, en oud-medewerker van Watchman Nee.

## De Kleine Kudde
In 1928 vestigde Watchman zich in Shanghai. Daar raakte hij onder andere bevriend met Charles Henry Judd, die voor de China Inland Mission werkte. Op dat moment had hij al een zekere minachting ontwikkeld ten opzichte van het westerse principe van 'kerkelijke denominaties'. In het blad Opwekking schreef hij dat volgens hem de kerk Gods voornemen in de weg stond. Volgens Nee werden vele werken 'voor de Heer', 'in de naam van God', 'voor het Koninkrijk' en 'voor de Gemeente van Christus', 'in de kracht van het vlees' gedaan. Christenen zochten niet de wil van God maar volgden hun eigen wil en ideeën in het werk voor de Heer. Hij zocht een antwoord op het geïmporteerde probleem van de denominaties die slechts voor verdeeldheid zorgden. Door de ontkiemende kerk in China lastig te vallen met hun eigen sektarische verschillen, zorgden missionarissen alleen maar voor verdeeldheid onder Chinese christenen.
Zijn zoektocht naar een antwoord op dit probleem bracht hem ertoe terug te keren naar het eenvoudige nieuwtestamentische christendom, zoals dat gevonden werd in de geschriften van John Nelson Darby en C. A. Coates. Hij begreep dat de Chinese kerken zelfbesturend, zelfvoorziend en zelfpropagerend moesten zijn. Dit concept was in de negentiende eeuw door de missionarissen Henry Venn en Rufus Anderson geïntroduceerd, en werd later door de Communistische Partij overgenomen. In die tijd stichtte Nee de eerste onafhankelijke christelijke kerk aan de Hardoenstraat te Shanghai. Hij was de hoofdspreker op de eerste conferentie van deze nieuwe beweging, die later de 'Kleine Kudde' genoemd zou worden. In 1939 publiceerde hij een liedboek getiteld De Bundel van de Kleine Kudde, en zo kwam de beweging aan haar nieuwe naam. Maar Nee noemde de beweging plaatselijke vergadering van gelovigen in de Naam des Heren, of  christelijke samenkomst (plaatsnaam).
In de nieuwe beweging was elke gelovige een 'onbetaalde kracht'. Wanneer gelovigen naar andere dorpen verhuisden, werden hun huizen als vanzelf christelijke centra. Elke gemeente was een autonome eenheid die door oudsten geleid werd. Maar Nee stelde ook fulltime werkers aan die hij apostelen noemde, en die de opdracht hadden rond te reizen om overal te evangeliseren en gemeenten te stichten. De werken van de 'apostelen' werden echter centraal georganiseerd. Zij werden door Nee en zijn medewerkers getraind, geadviseerd en financieel ondersteund.
Nee's concept van de Kleine Kudde was sterk beïnvloed door de geschriften van de Plymouth Broeders. Na de vorming van de Kleine Kudde gingen enkele broeders uit de gesloten Vergadering te Londen en andere vertegenwoordigers van de Broederbeweging uit de Verenigde Staten en Australië naar Shanghai om Nee te ontmoeten. Zij waren onder de indruk van Nee, met name van zijn inzicht in de Schrift. De broeders uit Londen overlegden bij zichzelf of zij Nee's gemeenten in China deel zouden moeten laten uitmaken van hun missiewerk in China. Maar zelfs voor Nee waren de Londense Broeders te exclusief in hun beleving en praktijk met betrekking tot de christelijke gemeenschap. Dit had tot gevolg dat dat de Londense Broeders in 1935 een einde maakten aan de gemeenschap met de Broeders te Shanghai.
In de periode 1940-1960 onderging de christelijke kerk in China veel beproevingen en vervolgingen. Veel Chinese christenen werden genoodzaakt de officiële kerken te ontvluchten en zich aan te sluiten bij de kleine niet-officiële huisgemeenten. Veel van deze kleine gemeenten waren gesticht door Watchman Nee vanuit zijn overtuiging 'één kerk voor één stad of dorp'. Hij geloofde dat de verschillende leerstellingen waardoor verschillende denominaties ontstonden, tegen de wil van God waren, en hij vond dan ook dat alle gelovigen in een dorp of stad die wedergeboren waren, samen de ene gemeente van die stad vormden. Hij was hier echter niet zo extreem in als Witness Lee later werd. Zo zei hij eens tegen een vrouw die een Baptistengemeente wilde verlaten, nadat ze hem de leer van de plaatselijke gemeente had horen verkondigen: 'Hoe is het leven in uw gemeente? Vertrek niet alleen vanwege mijn visie op de plaatselijke gemeente.' Denominaties noemde hij sekten (scheuringen). In Het normale christelijke gemeenteleven omschrijft Watchman Nee hoe de structuur van dergelijke gemeenten moet zijn, en hoe zij moeten functioneren.
In de periode 1923-1949 waren meer dan 700 'vergaderingen' ontstaan met een ledental van meer dan 70.000. Tijdens de communistische overheersing werden deze 'vergaderingen' de kern achter de huisgemeenten. Dat werkte goed omdat Watchman Nee zo sterk de nadruk had gelegd op de lokale bestuurbaarheid van de plaatselijke gemeente. De Patriottische Drie-Zelfbeweging van de staat wilde het drie-zelfprincipe (zelfbesturend, zelfvoorzienend, zelfverspreidend) opdringen aan de kerk en haar zodoende inlijven en onder controle van de staat brengen onder het motto: godsdienstvrijheid oké, maar God staat niet boven de staat. Een idee dat christenen in principe verwerpen. De Communistische Partij zag het 'zelf doen' als het tegenovergestelde van imperialisme. Enkele vrijzinnige protestantse leiders vormden samen met premier Zhou Enlai een voorbereidend comité.
De beweging was verantwoording schuldig aan het Bureau van Godsdienstige Zaken dat onder de atheïstische Commissie van Cultuur en Opvoeding te Peking viel. Haar slagzin was: 'Heb je land lief; heb je kerk lief.' Waarbij de aanstootgevende naam van God zorgvuldig vermeden werd. Er werd grote druk op de kerken uitgeoefend om zich bij de Drie-Zelf-Beweging aan te sluiten, maar de Kleine Kudde-gemeenten lieten zich niet verleiden. Een van de redenen dat zij ondergronds konden overleven, was het feit dat zij al zelfbesturend, zelfvoorzienend, en zelfverspreidend waren. In sommige kuststeden realiseerden de gelovigen zich dat de omvang van de gemeenten aanleiding tot kritiek kon geven, en dus begonnen zij zich te verspreiden. In de provincie Tsjekiang hadden enkele groepen vrijwilligers afstand gedaan van hun bezittingen en waren weggetrokken naar de onbevolkte steden van Kiangsi. Hier hadden ze landbouwnederzettingen gesticht om het land opnieuw te ontginnen. Ze bouwden zelf hun lemen huisjes en begonnen vanaf de eerste dag als commune te functioneren. Ze leefden in een patroon van strakke routine waarin genoeg ruimte was voor persoonlijke bezinning.
Overal was men enthousiast over dit project, vooral toen er enkele communisten tot bekering kwamen. Maar toen begon de beruchte periode van de landhervormingen. Dorpen werden op hun kop gezet door massabijeenkomsten, volkstribunalen en de herverdeling van het land onder de arme boeren en arbeiders. Rijke boeren en landeigenaren werden niet zelden geëxecuteerd. De pas verhuisde christenen ontkwamen ook niet aan de heropvoedings- en beschuldigingssamenkomsten. Ze ontdekten ook dat hun motieven opzettelijk in een kwaad daglicht gesteld werden. Zendelingen in Hunan beschrijven hoe ze in die tijd, toen hun eigen gemeente uit elkaar geslagen was en ze zelf op het punt stonden te vertrekken, veel vriendschap ondervonden van een broeder van de Kleine Kudde, die korte tijd daarvoor in dit gebied was komen wonen. Een zendeling uit Tsjekiang schrijft: 'De invloed van de Kleine Kudde is duidelijk voelbaar in het land. Er wordt weer een sterke nadruk op evangelisatie gelegd. Misschien is deze beweging Gods uitverkoren werktuig in deze moeilijke tijd. Ze kent een hechte onderlinge gemeenschap, maar is niet opdringerig en weet haar organisatie aan te passen aan de omstandigheden.'
De Communistische Partij werd geconfronteerd met een gemeenschap die niet onder haar gezag stond, maar die precies beantwoordde aan de idealen van de Partij. De Partij was immers alléén zaligmakend. Elke andere beweging die haar op welk gebied dan ook naar de kroon steeg, werd niet getolereerd.

## Belangrijke punten van zijn theologie
- Christocentrisch: een van de punten van Nee's theologie is dat de nadruk op Christus wordt gelegd. Nee's benadrukking van Christus gaf bepaalde Chinese christenen die in moeilijke omstandigheden leefden nieuwe hoop en kracht om vol te houden. Zo ontvingen zij steeds weer nieuwe kracht om hun christelijke verantwoordelijkheid te nemen in een vijandige omgeving. Hij beschreef Christus eens als de 'naaf in het wiel', en alle andere waarheden als de aan Hem verbonden 'spaken', die het geheel vastigheid geven. Hij zei dat scheuringen ontstaan wanneer christenen zich te veel op een bepaalde 'spaak' richten (een waarheid, of hun interpretatie daarvan) en die als hun stokpaardje gebruiken.
- Sola Scriptura: in een tijd waarin de Bijbel met de nodige scepsis werd bekeken, deed Nee een poging om het principe van Sola Scriptura te verdedigen.
- De opbouw van gelovigen: Nee legde sterk de nadruk op het opbouwen van de gelovigen, op toerusting, voeding en verdieping van het geestelijk leven. Hij legde evenveel nadruk op de training van gelovigen als op evangelisatie.
- Het priesterschap van alle gelovigen: hij benadrukte dat hoewel de oudsten de gemeente leiden en onderwijzen, de bediening van de gemeente gebaseerd is op de geestelijke samenwerking van alle gelovigen, in de Heilige Geest.
- Soteriologie: wat de 'voorwaarden' voor behoud betreft zei Nee in zijn boekje De geest van het evangelie: 'Een te sterke benadrukking van de vermeende voorwaarden is heel gevaarlijk. Want hoewel de Bijbel die voorwaarden in sommige passages duidelijk uiteenzet, zijn ze in andere passages niet zo duidelijk, maar scheppen ze juist verwarring. Normaal gesproken zijn berouw en bekering de voorwaarden en is vergeving het gevolg; geloof is dan de voorwaarde en eeuwig leven het gevolg. Maar op vele plaatsen in het Nieuwe Testament zien we dat de voorwaarden en de gevolgen door elkaar heen lopen, en die verwarring heeft de Here bewust toegevoegd; het dient Zijn doel' (pag. 20). Nee zegt in hetzelfde boekje: 'Zoek nooit in de zondaar naar de aanwezigheid van de voorwaarden voor behoud, want de zwakheid van de zondaar is juist de kracht waardoor - of de weg waarlangs - behoud ontvangen wordt. De Here Jezus werd allereerst de Vriend van zondaren, en Hij wordt nooit beperkt door welke voorwaarden dan ook' (pag. 24-25). Zie ook hoofdstuk 3 van zijn boek Gods medearbeiders.[4] Daarin wordt duidelijk dat Watchman Nee niet geloofde in een vastgesteld plan of een reeks punten of voorwaarden waaraan mensen moeten voldoen om tot geloof te kunnen komen. Wat de volgorde van geloof en wedergeboorte betreft: daarin bracht hij geen tijdsvolgorde aan. Hij zag het als twee kanten van dezelfde medaille, als twee aspecten van dezelfde zaak. Er is Gods kant (Gods werking) en de kant van de mens (die op die werking reageert). Deze werken gelijktijdig. Het is een samenspel. In Vraaggesprekken rond het evangelie schreef hij: ‘Een ieder die gelooft, zal gered worden. Dat is het woord voor ongelovigen. Maar Gods verkiezing - Gods voorbestemming - is het woord voor gelovigen. Het is onverstandig, ja helemaal verkeerd, als het woord voor gelovigen tot ongelovigen gesproken wordt. Houd in gedachten dat de Here tegen de discipelen sprak toen Hij zei: ‘Niet gij hebt Mij, maar Ik heb u uitgekozen’ (Joh. 15:16). Deze woorden moeten dus niet tot ongelovigen gesproken worden. De woorden in Openbaring 22:17 worden tot ongelovigen gesproken, niet tot gelovigen’. In tegenstelling tot Arminius leerde Nee dat een gelovige niet meer verloren kan gaan. Zie voetnoot 3 voor meer over Nee's visie op de wil van de mens in relatie tot de wil van God. Watchman Nee baseerde veel van zijn gedachtegoed op dit punt op de werken van de Britse systematisch theoloog en predikant Robert Govett. Een ander punt waarin Nee anders dacht dan Arminius was de leer der erfzonde. Arminius leerde dat de zonde van Adam de rest van de mensheid juridisch niet aangerekend wordt. De Arminianen leren dat er geen grond is te geloven dat de zonde van Adam overging op de rest van de mensheid, in de zin dat God het ganse nageslacht van Adam schuldig en strafbaar achtte aan dezelfde zonde die Adam beging. Hij ging zelfs zo ver dat hij op grond van Romeinen 5:16 leerde dat de vrije genade van Christus de schuld van de mensheid wegnam, zodat niemand voor eeuwig veroordeeld wordt op grond van de verdorvenheid van zijn eigen natuur, maar alleen door zijn eigen persoonlijke zonden.[5] Watchman Nee leert echter het tegenovergestelde, en gebruikt in Het normale christelijke leven voor zijn uitleg van Romeinen 5:12-21 het voorbeeld van Levi, die Melchizedek zegende toen hij nog in de lendenen van Abraham was. Abraham zegende Melchizedek, en Levi - die nog niet geboren was - zegende Melchizedek omdat hij in Abrahams lendenen was. Zo zondigden ook wij in de hof van Eden omdat wij in Adam waren. De leerstellingen van Arminius worden in verschillende denominaties gevonden, maar dat wil natuurlijk niet zeggen dat deze groepen dan in alles arminiaans zijn. Dit geldt ook voor Watchman Nee.
- Loon en genade: zowel reformatorische als arminiaanse theologen vermengen en verwarren vaak teksten over 'universele rechtvaardiging' (Rom. 3:23-24; 5:18) en het oordeel over en loon voor de heiligen (2 Kor. 5:10). Daarom geloven velen (a) óf dat de gave van het eeuwige leven weer afgenomen kan worden, (b) óf dat goede werken niet belangrijk zijn. Beide standpunten zijn volgens Nee onjuist. Eeuwig leven wordt verkregen door geloof uit genade en dit eeuwige leven kan niet meer kwijtgeraakt worden (eens gered altijd gered), maar tijdens het Duizendjarig Rijk is er óf loon naar werken, óf tuchtiging in geval van nalatigheid en een onchristelijke levenswandel. Hierin volgde hij Robert Govett en D. M. Panton. Volgens Nee lijden zij die het duizendjarig rijk mislopen schade van de tweede dood, wat volgens hem niet de tweede dood zelf is. Hij maakt verschil tussen het behoud van de geest en het behoud van de ziel. Het behoud van de geest wordt bepaald door het geloof in de verzoening aan het kruis en dat geeft een mens het eeuwige leven; het behoud van de ziel wordt bepaald door de levenswandel. Hij beroept zich daarvoor op het Griekse woord 'psuche' (ziel) dat in passages als Marcus 8:31-38, Lucas 12:15-21 en 17:26-37 met 'leven' vertaald wordt (het verliezen van het leven is dan het verliezen van de ziel, dat is: de ziel zal lijden en geen heerlijkeid genieten tijdens het duizendjarig rijk (Het behoud van de ziel, pag. 18-24).
- Schepping: Watchman Nee hing de zogenaamde restitutie-theorie aan. Deze theorie leert dat de aarde in Genesis 1:1 volmaakt geschapen was, en niet woest en ledig (omdat God als een God van orde en niet van wanorde wordt gezien), en dat deze in de tijd tussen Genesis 1:1 en 1:2 woest en ledig werd door een oordeel van God over de zonde van Satan, die tot dan toe heerste op aarde over een pre-adamitisch mensenras. De woeste en ledige aarde werd vervolgens na onbepaalde tijd in 6 dagen van 24 uur hersteld. Hij voert onder andere aan dat het Hebreeuwse woord voor 'was' volgens Dr. I.M. Haldeman, Dr. Chalmers, G.H. Pember en anderen ook vertaald kan worden met 'werd'. Het woord voor 'ledig' kan volgens taalkundigen ook worden vertaald met 'ontvolkt'. Daarnaast kan en de aarde was woest en ledig ook vertaald worden met maar de aarde was woest en ledig, want en bewijst - naar Hebreeuws gebruik - dat het eerste vers geen samenvatting is van wat volgt.[6] Watchman Nee was van mening dat Genesis 1 en 2 bol staan van de typologie. Zo behandelt hij in zijn boek The Mystery of Creation het scheppingsverhaal in relatie tot (1) de christelijke ervaring, (2) de werken van Christus in de verlossing en (3) de zeven bedelingen. Hij maakt in zijn boek over de schepping vooral gebruik van het boek Earth's Earliest Ages, geschreven door G.H. Pember. Het pre-adamitische mensenras was volgens hem ook een mogelijke verklaring voor het verschil tussen boze geesten en gevallen engelen, waarvan alleen eerstgenoemden echt de behoefte zouden voelen zich te 'bekleden' met een menselijk lichaam. Zij zouden de aandrang voelen om in een mens te wonen omdat zij daar rust vinden. Gevallen engelen - die een eeuwig etherisch lichaam hebben - zouden die aandrang niet voelen.

## Uiteenzetting van zijn hoofdwerken
De twee voornaamste werken van Watchman Nee zijn:

### De geestelijke mens
Enige tijd na de uitgave van De geestelijke mens raakte Watchman Nee ervan overtuigd dat zijn boek niet meer uitgegeven zou moeten worden. Enerzijds zag hij dat mensen op een verkeerde wijze met dit boek omgingen en anderzijds vond hij het een gevaarlijk boek, als het door 'vleselijke' christenen als leer (dogma) gebruikt zou gaan worden. Een vleselijk christen is een christen die zich niet door zijn nieuwe wedergeboren natuur laat regeren, maar door zijn vlees, dat is de oude natuur, die de 'dingen van de Geest' niet kan verstaan. Zo zijn er ook 'zielse' en 'geestelijke' christenen, afhankelijk van het deel van zijn natuur (ziel of geest) waardoor de christen zich laat regeren. Het duurde dan ook tot 1968 voordat een Engelse vertaling verscheen. Het boek is inmiddels ook in het Nederlands vertaald.
Aan het eind van de zeventiger jaren werd de inhoud van dit boek verwerkt in de colleges van Bijbelscholen en verschenen er samenvattingen in Nederlandstalige Bijbelstudie-bladen.
In De geestelijke mens maakt Watchman Nee een uitgebreide studie naar de mens in de Bijbel op basis van geest, ziel en lichaam. Op praktische wijze probeert hij woorden te geven aan geestelijk functioneren en het leren verstaan van Gods stem als leidraad in het leven van een christen. Watchman Nee zelf geeft aan sterk beïnvloed te zijn door de boeken van Andrew Murray en Jessie Penn-Lewis (Heiligings- en Keswickbeweging). Van de laatste citeert hij regelmatig uit haar boek Oorlog tegen de Heiligen. Zijn boodschap is identiek aan die van Jessie Penn-Lewis, maar volgens sommigen weet hij deze in een breder verband neer te zetten en daardoor toegankelijker te maken. In De geestelijke mens biedt Watchman Nee een denkmodel waardoor christenen bovennatuurlijke verschijnselen beter zouden leren verstaan en toetsen. Hij beoordeelt zowel de bovennatuurlijke verschijnselen binnen het christendom als binnen andere godsdiensten. In De latente kracht van de ziel, dat in eerste instantie een aanhangsel was van De geestelijke mens, gaat Watchman Nee veel specifieker in op bovennatuurlijke verschijnselen, maar dan in het licht van het verschil tussen 'geestelijke' en 'zielse' krachten en verschijnselen.

### Het normale christelijke leven
Het bekendste boek van Watchman Nee is Het normale christelijke leven, dat in 1957 voor het eerst in het Engels gepubliceerd werd door Angus I. Kinnear (de schoonzoon van T. Austin-Sparks). Het boek is gebaseerd op toespraken die Watchman Nee hield ten tijde van en kort na zijn reis door Europa in 1938-1939, en geschreven op grond van de Brief van Paulus aan de Romeinen. Volgens Angus Kinnear laat dit boek zien hoe hij het christelijke leven zag na een periode van twintig jaar de Heer te hebben kunnen dienen, zonder dat hem daarbij beperkingen waren opgelegd. De geestelijke mens staat aan het begin van deze periode en Het normale christelijke leven staat aan het einde ervan. Beide boeken samen laten duidelijk zien vanuit welke geloofsovertuiging en omgang met God Watchman Nee de volgende periode in zijn leven is ingegaan.

## Verdere levensloop
Watchman Nee werd in 1952 gearresteerd en beschuldigd van vele misdaden waardoor hij in de gevangenis terechtkwam. De eerste vijftien jaar verbleef hij in de gevangenis van Shanghai. Daar moest hij Engelse wetenschappelijke werken in het Chinees vertalen. In april 1967 had hij de vijftien jaar er op zitten maar hij werd niet vrijgelaten. De regering had geprobeerd hem te dwingen zijn geloof af te zweren. Dat deed hij niet en dus moest hij nog vijf jaar zitten. Hij werd in het geheim overgeplaatst naar het werkkamp Tsing-Hong in Shanghai. Zijn vrouw kon hem daar één keer bezoeken. Toen hoorde men een aantal maanden niets meer van hem. In januari 1970 werd hij overgeplaatst naar een strenger kamp genaamd de Witte Mao-Berg, in het ver van Shanghai verwijderde Kwang-Teh, in de provincie Anhwei. Zijn vrouw Charity stierf in september 1971. Nee zelf stierf in de vroege ochtend van 31 mei 1972. Hij was achtenzestig jaar.

## Overzicht van zijn werken
De hieronder vermelde boeken zijn samengesteld uit door hemzelf gehouden lezingen (uitgezonderd 'De geestelijke mens'). In het Engels zijn er ongeveer vijfenvijftig boeken van hem verkrijgbaar, uitgegeven door Christian Fellowship Publishers, Richmond (Virginia), Verenigde Staten.
Enkele Nederlandstalige titels :
- Het leven dat overwint (2021)
- Een levend offer (2021), deel 1 Basislessen (herdruk)
- De goede belijdenis (2021), deel 2 Basislessen (herdruk)
- Onze samenkomsten (2021), deel 3 Basislessen (herdruk)
- Niet ik, maar Christus (2021), deel 4 Basislessen (herdruk)
- Doe alles tot eer van God (2021), deel 5 Basislessen (herdruk)
- Heb elkander lief (2021), deel 6 Basislessen (herdruk)
- Herstel Uw werk (2020)
- De realiteit van het lichaam van Christus (2019)
- Aanbid God (2017)
- De geest van het evangelie (2017)
- Van geloof tot geloof (2017)
- Het beste van het koren, 3 delen (2016)
- Leidraad bij Openbaring (2011)
- Aan Hem gelijk (2011)
- Gods medearbeiders (2010)
- Het normale christelijke leven (1957)
- Kom, Here Jezus (2008)
- Het getuigenis van God (2009)
- De geestelijke mens (2004)
- 12 manden vol
- Zitten, wandelen, standhouden
- Laat ons bidden (1990)
- Wie zal Ik zenden? (1990)
- De latente kracht van de ziel
- Gods Werk (2005)
- Geestelijk inzicht (2005)
- Geestelijk gezag (2005)
- De Geest van het oordeel (2006)
- Het Hooglied (2000)
- Tafel in de wildernis (2005)
- De vrijmaking van de geest (1997)
- Gods plan en de overwinnaars (2006)
- Vraaggesprekken rond het evangelie (2006)
- The spiritual man (1969)

Boeken over het leven van Watchman Nee:
- Een ontmoeting met Watchman Nee (2004)
- Against the tide (1998)